# Don Cornelius
Donald Cortez Cornelius, plus connu sous le nom de Don Cornelius, né le 27 septembre 1936 à Chicago et mort le 1er février 2012 à Sherman Oaks, Californie, est un animateur et producteur de télévision américain.
Après avoir commencé sa carrière dans l'audiovisuel sur une station de radio locale et fait ses premiers pas à la télévision dans une station indépendante, Cornelius anime et produit l'émission de variétés Soul Train, diffusée à partir de 1970 dans la région de Chicago, puis vendue aux chaînes américaines en syndication dès l'année suivante. Il anime le show jusqu'en 1993 et tient le rôle de producteur jusqu'en 2006.

## Biographie

### Jeunesse
Donald Cortez Cornelius grandit à Bronzeville, un quartier du South Side de Chicago. Il est scolarisé à la DuSable High School et obtient son diplôme d'études secondaires en 1954. Durant sa jeunesse, il espère devenir caricaturiste. Après ses études, il s'engage dans le Corps des Marines. De retour à Chicago après 18 mois passés dans l'armée, il se marie et exerce divers métiers. Il est notamment vendeur d'assurances puis agent de police,.

### Carrière

#### Débuts
En 1966, Cornelius suit des cours afin de trouver un emploi dans l'audiovisuel. Il devient disc jockey sur WVON (en), une station de radio locale, puis présentateur sportif de l'émission A Black’s View of the News diffusée sur la chaîne de télévision indépendante de Chicago WCIU-TV (en).

#### Soul Train
Il propose le concept d'une émission de danse et de variétés aux responsables de la chaîne et réalise un épisode pilote. Soul Train débute à Chicago sur WCIU-TV en 1970. Cornelius déclare s'être inspiré d’American Bandstand, émission du présentateur Dick Clark durant laquelle le public danse sur des airs du hit-parade, en l'adaptant au public afro-américain,. À partir de l'année suivante, elle est produite à Los Angeles par Don Cornelius Productions et vendue aux chaînes américaines grâce au système de la syndication. Soul Train offre une visibilité nationale à de nombreux artistes soul et rhythm and blues,. Cornelius anime le show jusqu'en 1993, et produit de nouveaux épisodes jusqu'en 2006. Deux ans plus tard, il revend les droits de l'émission à une filiale de Vibe Holdings LLC.

#### Autres activités
En 1975, Don Cornelius cofonde le label discographique Soul Train Records avec Dick Griffey, l'un des collaborateurs de l'émission. Deux ans plus tard, il se retire de l'affaire et laisse Griffey seul aux commandes du label, qu'il rebaptise Solar Records. Le producteur crée également les Soul Train Music Awards, puis les Lady of Soul awards, des récompenses destinées aux musiciens afro-américains.

### Vie personnelle
Dans les années 1950, Don Cornelius épouse Delores Harrison avec laquelle il a deux enfants. Il se remarie en 2001 avec un mannequin russe, mais est accusé de violence conjugale par son épouse. Le producteur plaide d'abord non coupable avant de reconnaître les faits. Il est condamné à une période de probation de 36 mois. Leur divorce est prononcé en 2009,.
Cornelius souffre de problèmes de santé à la suite d'une opération chirurgicale, subie en 1982 afin de corriger une malformation congénitale des vaisseaux sanguins du cerveau.
Le 1er février 2012, la police de Los Angeles est prévenue par un membre de sa famille, qui a trouvé Don Cornelius gisant avec une plaie à la tête à son domicile situé dans le quartier d'Encino. Son décès est déclaré au Centre médical Cedars-Sinai où il a été transporté. Le rapport d'autopsie conclut à un suicide.

### Accusation
Don Cornelius a été accusé d'avoir enfermé et violemment agressé sexuellement deux jeunes bunnies de Playboy plusieurs décennies auparavant, selon les accusations de l'ancienne « mère des bunnies » P.J. Masten. Celle-ci aurait formulé ces allégations lors d'une docu-série de A&E explorant le côté sombre de Playboy et du fondateur Hugh Hefner.

## Distinctions
En 1997, Don Cornelius reçoit son étoile sur le Walk of Fame d'Hollywood. En 2005, la Recording Academy lui décerne un Grammy Trustees Award (en),.